# Hotel Europejski w Warszawie

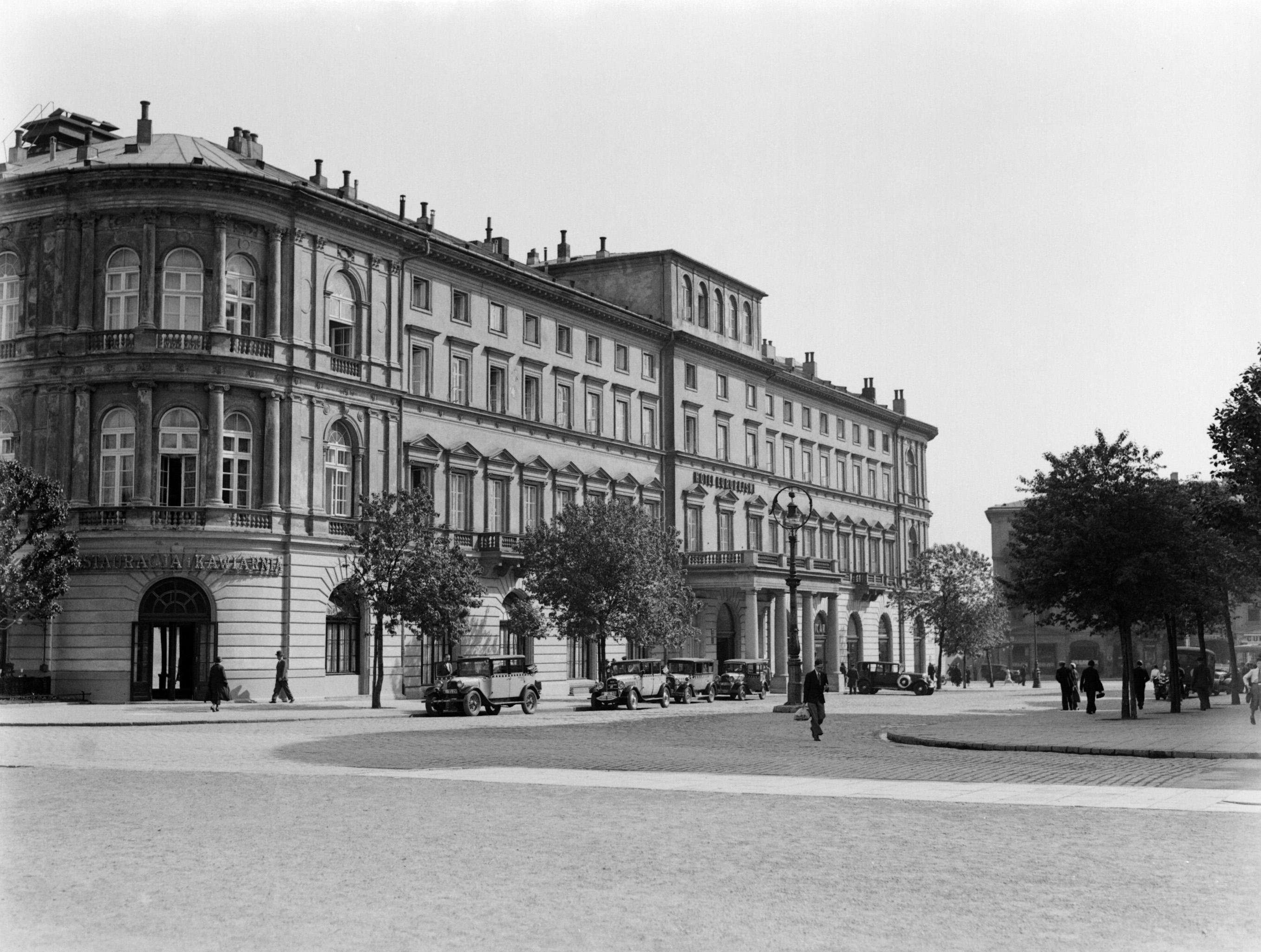
Hotel Europejski w 1934, widoczne wejście główne

Hotel Europejski, od 2018 Raffles Europejski Warsaw – hotel w Warszawie, zbudowany etapami w latach 1855–1877 według projektu Henryka i Leandra Marconich. Uznawany wówczas za najbardziej luksusowy w mieście. Wznowił działalność w 2018 pod marką sieci Raffles.

## Historia
W połowie XVII wieku w miejscu hotelu znajdował się dwór Jana Oborskiego, starosty sochaczewskiego, a w XVIII wieku barokowy pałac Ogińskich. Na początku XIX wieku nieruchomość nabył bogaty stolarz warszawski Ferdynand Gerlach, który urządził tam hotel.
Budynek, zaprojektowany przez Henryka Marconiego, powstał w miejscu budynku zburzonego hotelu Gerlacha. Część gmachu od strony obecnych ul. Ossolińskich, ul. Karaszewicza-Tokarzewskiego i placu Piłsudskiego została wzniesiona w latach 1855–1857. W latach 1857–1859 powstała część od ul. Ossolińskich i Krakowskiego Przedmieścia. Budowa została dokończona w latach 1876–1877. 
Hotel był pierwszą siedzibą Towarzystwa Zachęty Sztuk Pięknych oraz kolejną lokalizacją popularnej cukierni Lourse'a (1871–1944).  Na parterze znajdowały się również sklepy i restauracja.
W czasie powstania styczniowego w dniu 10 października 1863 przed hotelem stracony został czeladnik cukierniczy Emilian Chodakowski za udział w zamachu na carskiego agenta Bertolda Hermaniego. 
Hotel Europejski był pierwszym nowoczesnym hotelem w Warszawie. W 1877 w hotelu uruchomiono pierwszą w mieście windę osobową. Od końca XIX wieku w budynku działało centralne ogrzewanie. Pod koniec XIX był uważany za najwykwintniejszy hotel w mieście. W hotelowej pracowni tworzyli i mieszkali: Józef Chełmoński, Adam Chmielowski, Antoni Adam Piotrowski, Stanisław Witkiewicz. 
W lutym 1918 w hotelu popełnił samobójstwo oficer Legionów Polskich, mjr kanc. Ludwik Eydziatowicz. W 1920 otwarto w nim księgarnię spółki Trzaska, Evert i Michalski. W 1938 hotel dysponował 250 pokojami.
W czasie obrony Warszawy we wrześniu 1939 w budynku hotelu wybuchł pożar. 
Po zniszczeniach wojennych, przedwojenni właściciele uruchomili restaurację i rozpoczęli remont budynku. W 1948 hotel zajęło Ministerstwo Obrony Narodowej i dokończyło odbudowę budynku z przeznaczeniem na Akademię Wojskowo-Polityczną im. Feliksa Dzierżyńskiego (1951–1954).  
W latach 1957–1961 budynek został ponownie zaadaptowany na hotel, którym zarządzała grupa hotelowa Orbis. W 1965 zagrał tu koncert The Golden Gate Quartet.
W 1989 podjęto próbę renowacji gmachu, w co był zaangażowany Gene Gutowski, zakończonej niepowodzeniem. W 1991 spadkobiercy właścicieli nieruchomości rozpoczęli starania o jej odzyskanie. W 1993 została reaktywowana przedwojenna spółka akcyjna Hotel Europejski, a minister gospodarki przestrzennej i budownictwa stwierdził nieważność orzeczenia prezydenta Warszawy z 1948 o odmowie przyznania spółce własności czasowej z powodu dekretu Bieruta. W kwietniu 2005 zostało podpisane porozumienie z władającą nieruchomością spółką Accor-Orbis, a we wrześniu została ona przekazana spółce Hotel Europejski.  
W latach 2009–2014 w budynku mieściła się siedziba Radia Wnet.
W 2012 do grona właścicieli hotelu dołączyła szwajcarska milionerka Vera Michalski-Hoffmann (jako większościowy udziałowiec w spółce będącej właścicielem hotelu). 
W czasie prowadzonego w latach 2013–2018 remontu, za zgodą stołecznego konserwatora zabytków, budynek został nadbudowany – w miejscu strychu powstały dwie nowe kondygnacje z ok. 7 tys.  m² powierzchni biurowej. Projekt nadbudowy, na który wyraziła w 2010 roku zgodę stołeczna konserwator zabytków Ewa Nekanda-Trepka, wywołał kontrowersje.
Hotel wznowił działalność w maju 2018 pod marką luksusowej sieci Raffles, jako Raffles Europejski Warsaw. Na ostatnim piętrze urządzono przestrzeń biurową i coworkingową. W hotelu powstały także butiki marek Patek Philippe, Hermès i Brunello Cucinelli.

## Hotel siedzibą przedstawicielstw dyplomatycznych
- Francuskiej Misji Wojskowej (1919)[30],
- Belgii (1919–1925),
- Finlandii (1922-1923)[31],
- Estonii (1923)[31]
- Serbii (1923)[31]
- Norwegii (1924),
- Chile (1924-1925, 1965),
- Argentyny (1925)[32],
- Hiszpanii (1928–1938),
- Brazylii (1932–1937[33]),
- Litwy (1938),
- Maroka (1962–1963).